# Anita Gordon
Anita Gordon est une actrice américaine née le 21 décembre 1929 à La Nouvelle-Orléans (Louisiane) et morte le 12 septembre 2006 à Burbank (Californie).

## Filmographie
- 1936 : Postal Inspector : Child
- 1947 : Coquin de printemps : Singing Harp (voix)
- 1947 : Mickey and the Beanstalk : Singing Harp (voix)
- 1958 : The Walter Winchell File (en) : Sandra Hecht (série télévisée)
- 1958 : The Millionaire (en) : Jan Moore (série télévisée)
- 1958 : Sugarfoot : Mary (série télévisée)
- 1958 : Death Valley Days : Mary (série télévisée)
- 1959 : Bachelor Father (en) : Connie Meechim (série télévisée)
- 1960 : M Squad : Dr Sharon Kingsley (série télévisée)
- 1962 : The Tennessee Ernie Ford Show (série télévisée)
- 1966 : My Mother the Car : Andrea Durkin (série télévisée)
- 1989 : Chameleon Street : Darlene Street